# Synagoga w Mławie
Synagoga w Mławie − zniszczona w 1939 synagoga znajdująca się w Mławie przy ulicy Koziej, zwanej potem Bożniczą.

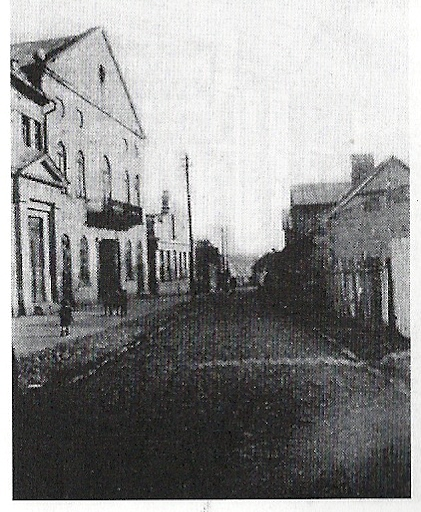
nieistniejąca Synagoga przy ulicy Koziej, zdjęcie z początku XX

Pierwsza źródłowa wzmianka o istnieniu w Mławie synagogi pochodzi z akt kapituły katedralnej w Płocku z 4 maja 1551 r. dotyczących sprawy cyrulika mławskiego Ambrożego Broze, który przeszedł na judaizm i jak wynika z tych akt "co szabat do synagogi uczęszczał". Ta pierwotna zlokalizowana była najprawdopodobniej na przedmieściach Zabrody w sąsiedztwie najstarszego mławskiego cmentarza żydowskiego. Kolejna wzmianka o synagodze pochodzi z 1775 roku, ks. Michał Mdzewski zapisał wizytując mławską parafię: "domów żydowskich jest 14, mają swoją bożnicę na końcu miasta, za miastem zaś chowają się na osobnym kirkucie"
Współczesna zlokalizowana w bliskim sąsiedztwie rynku i istniejąca do 1939 Synagoga została zbudowana w 1856 roku staraniem rabina Wolfa Lipszyca. W części wschodniej od ul.Siennej posiadała cztery wysokie witrażowe okna natomiast od strony północnej i południowej po dwa. Po obu stronach wejścia do synagogi znajdowały się kolumny. Z przedsionka prowadziły schody na babiniec następnie do wnętrza synagogi wchodziło się po schodach w dół tak, że poziom podłogi był niższy od poziomu ulicy. Ściany były pomalowane na czerwono i niebiesko natomiast dach spoczywał na szaro-białych kolumnach. Na wschodniej ścianie znajdowała się "święta skrzynia" Aron ha-Kodesz ze zwojami Tory. Po obydwóch stronach synagogi znajdowały się bejt ha midrasze, w których studiowano święte księgi. We wrześniu 1939 roku, prawdopodobnie w pierwszym dniu po wkroczeniu Niemców do Mławy, hitlerowcy spalili synagogę. Ryszard Juszkiewicz twierdzi, że synagoga został przez Niemców podpalona  w czasie święta Jom Kippur a zgromadzonym Żydom zabroniono podejmowania działań ratowniczych w stosunku do synagogi i jej wyposażenia. Po zakończeniu wojny nie została odbudowana, a ulica, przy której stała, została zatarta w planie miasta inną zabudową.